# 瓮島
瓮島（オンド、朝鮮語: 옹도）は、大韓民国忠清南道泰安郡近興面の黄海上に位置する島。同島には灯台があり、灯台保守管理者のみが住んでいて、一般住民はいない。東北の方角に端島と賈誼島が、西方に弓矢島がある。